# Jaroslav Novotný (režisér)
Jaroslav Novotný (26. ledna 1910, Praha – 20. února 1986) byl český divadelní a televizní režisér.

## Život
Byl synem hudebního skladatele Jaroslava Novotného, který padl v Československých legiích v Rusku. Pracoval v divadle v Kladně, po skončení 2. světové války v Liberci. Když bylo 1. srpna 1945 ustaveno Zemské oblastní divadlo v Liberci, zformoval se pod jeho vedením činoherní soubor. V roce 1946 se stal ředitelem tohoto divadla. První sezona byla zahájena 15. září 1945 Jiráskovým Gerem, programově demonstrujícím českou orientaci souboru. Potom byl v divadle v Brně a následně v Československé televizi.
Jeho syn Petr Novotný je divadelním a muzikálovým režisérem.